# Brew Ramson
Brew Ramson (* 3. Oktober 1979 in Bludenz mit richtigem Namen Bernhard Torghele) ist ein österreichischer Produzent, Songwriter, Remixer und DJ in den Bereichen Dance, Pop sowie House.

## Leben
Ramson veröffentlicht seine Tracks seit 2007 über das bekannte deutsche Label Clubland Records in Hamburg. Als Remixer produzierte er für diverse Labels und Interpreten weltweit und ist auf unzähligen Samplern und in diversen Charts vertreten. Für den französischen DJ und Produzent PAKITO mischte Ramson seinen Nummer 1 Hit "Living On Video", der in den deutschen DJ-Charts Platz 10 erreichte.

## Diskografie

### Alben
- 2007: Paranoid

### Singles
- 2008: I Lost My Teddy
- 2009: Bang Your Head
- 2009: Give You Up
- 2010: Disco And Stilettos

### Remixes
- 2007: Krieger & Feuersanger - Muunlight / Brew Ramson Mix
- 2007: Stefan Gruenwald & Oliver Backens feat. José Valdes - La Magia / Brew Ramson Remix
- 2008: Robert Nimmo - More Than A Feeling / Brew Ramson Remix
- 2008: SM-Trax - Got The Groove 2.8 / Brew Ramson Remix
- 2009: Ronny Maze - The Way I Live / Brew Ramson Remix
- 2009: Ronny Maze feat. Jennifer Cella - Alive / Brew Ramson Remix
- 2009: Steve Forest - Freed from Desire / Brew Ramson Mix
- 2009: Two Dollars - I Feel (Don’t Y Know) / Brew Ramson Mix
- 2009: PAKITO - Living On Video 2.9 / Brew Ramson Mix
- 2010: Steve Forest vs. Simon de Jano - Happy Sound / Brew Ramson Mix
- 2010: Ela Wardi - If You Could Read My Mind / Brew Ramson Mix